# 西北酒店 (利物浦)

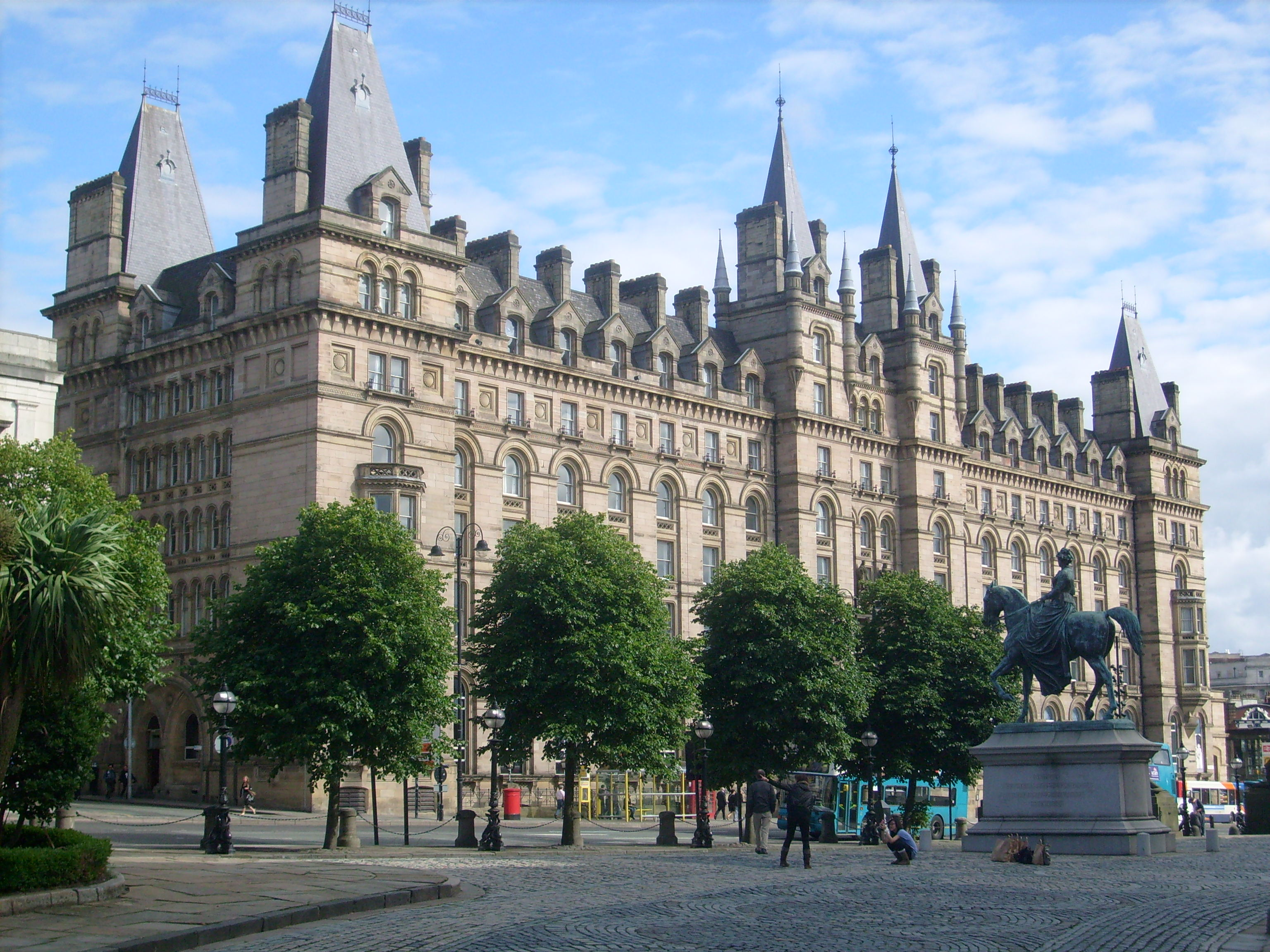
西北酒店，2010年攝

西北酒店（英語：North Western Hotel, Liverpool）是位於英國英格蘭城市利物浦萊姆街東側的一座建築。這座建築是英格蘭遺產及英國二級登錄建築。酒店修建於1871年，當時有330間客房。1933年，酒店關閉，此後閒置超過60年。1996年開始，西北酒店成為一座學生公寓。